# 김대중대교
김대중대교(金大中大橋)는 전라남도 무안군 운남면과 신안군 압해읍을 잇는 다리이다. 총 사업비 1,412억원을 투입해 2003년 6월에 착공해 2013년 12월 27일에 개통했다. 총 길이는 925m이며 폭 20m(4차로)로 건설되었다.

## 연혁
- 2003년 6월 : 착공
- 2013년 9월 17일 ~ 9월 23일 : 추석 귀성객 편의를 위해 임시 개통.[2]
- 2013년 12월 27일 : 교량 완공 및 개통이 이루어졌으나 명칭이 정해지지 못함.
- 2014년 1월 27일 : 전라남도 지명위원회에서 '김대중 대교'로 명명하기로 확정.

## 교량 명칭 논란
김대중대교는 개통된 이후에도 이름이 정해지지 못해 개통식 당시에는 이 구간이 신안군 압해읍 복룡리와 무안군 운남면 연리를 잇는 국도 제77호선의 공사의 일환으로 진행된 것이라서 '국도 77호선 압해-운남 도로확장공사' 개통식으로 진행했다. 이 다리가 개통될 때도 명칭이 정해지지 못한 이유는 신안군에서는 명칭을 '신안대교'로 할 것을, 무안군에서는 '운남대교'로 할 것을 고수하였기 때문이다. 심지어 '운남대교'라는 명칭 때문에 같은 이름의 다리를 이미 보유하고 있는 광주광역시의 광산구에서 반발하기도 했다. 계속되는 두 군간 다리 명칭 대립으로 합의가 불발되자 전라남도에서 지명위원회를 열어 명칭을 협의해 '김대중대교'로 명명하기로 의결했다.

## 같이 보기
- 국도 제77호선
- 이순신대교
- 장보고대교